# 新右派 (韩国)
新右派（韓語：뉴라이트）是韩国政治中的一种思想流派，起源于对传统保守派（旧右翼）与进步派之间分歧的反应。新右派通过提倡经济自由主义理念，打破了过去保守派支持国家干预经济的传统。许多新右派人物也因批评韩国的反日情绪而成为知名人物。新右派的反对者则凸显其反左派、支持军事独裁、亲事大主义和“亲日身份”的色彩。